# Каменский, Илья Маркович
Илья Маркович Каменский (1928 — 1990) — советский архитектор. Лауреат премии Совета Министров СССР.

## Биография
Илья Каменский родился в 1928 году. После начала Великой Отечественной войны его отец ушёл добровольцем на фронт и вскоре погиб. После войны Илья Каменский решил по примеру старшего брата стать архитектором и в 1928 году поступил в Московский архитектурный институт.
Окончив институт с отличием в 1954 году, по распределению отправился в Новосибирск. Там он работал в институте «Сибгипротранс», проектировал административное здание «Гипротранс» и санаторий в Читинской области.
В 1957 году вернулся в Москву. Работал главным архитектором проектов в мастерской № 19 «Моспроекта-1» под руководством К. С. Шехояна. Принимал активное участие в строительстве Московской кольцевой автодороги, за что в 1973 году был награждён памятным знаком. После Ташкентского землетрясения принимал участие в восстановлении города, за что был награждён почётным знаком «Строителю Ташкента». Одной из главных его работ был проект Дворца культуры 1-го подшипникового завода, он также вёл авторский надзор за его строительством. И. М. Каменский был одним из авторов Дворца культуры завода имени Ленинского комсомола. За этот проект вместе с соавторами — архитекторами К. С. Шехояном, Д. П. Король, Н. А. Тарасенко — он был удостоен премии Совета Министров СССР и медали ВДНХ.
Благодаря активному сотрудничеству И. М. Каменского с художниками-монументалистами появились мозаичное панно в фойе Дворца культуры ГПЗ-1, цветной рельеф во Дворце культуры АЗЛК, гобелены и рисунки из смальты в здании посольства Республики Гайана, стела работникам Люблинского литейно-механического завода, погибшим в годы войны.
Принимал участие в архитектурных конкурсах. В числе его конкурсных проектов Дворец наций в Женеве, Новокировский проспект в Москве (в составе коллектива, 1-я премия), памятник М. Ю. Лермонтову в Москве (2-я премия).
Окончил университет марксизма-ленинизма, университет технического прогресса в градостроительстве, институт повышения квалификации руководящих работников и специалистов ГлавАПУ. После «Моспроекта-1» работал в институтах «Мосгражданпродторгпроект» и «Моспромпроект».
Длительное время возглавлял секцию туризма при Центральном доме архитектора. Вместе с другими архитекторами совершил множество туристических поездок по СССР, был в Финляндии, Чехословакии и Венгрии.
Член Союза архитекторов СССР. Член КПСС с 1968 года. Возглавлял партийную организацию мастерских № 12 и № 13 «Моспромпроекта».
Умер в 1990 году.

## Проекты

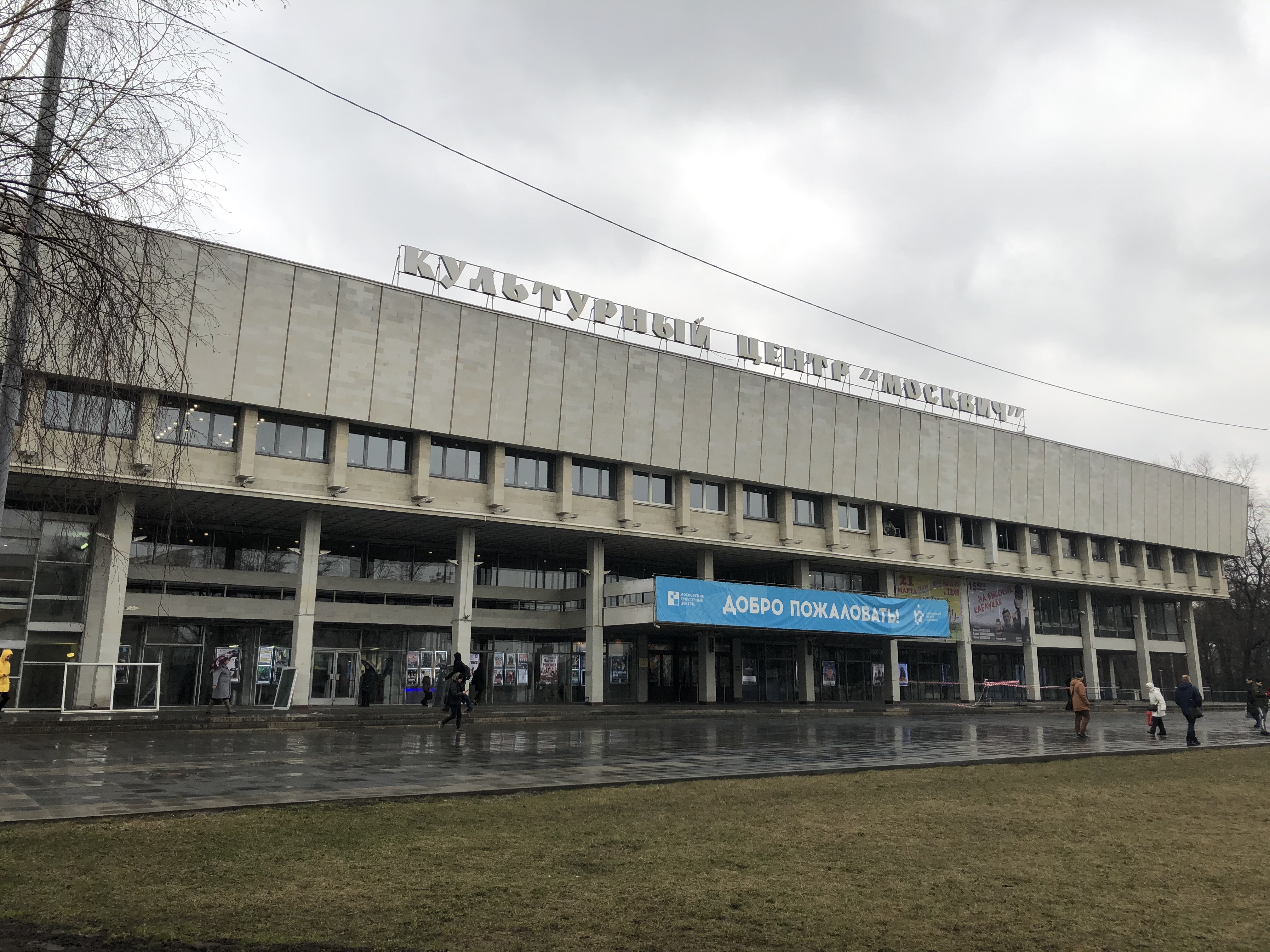
Дворец культуры АЗЛК «Москвич»

- Административное здание «Гипротранс» в Новосибирске (1950-е)[2]
- Санаторий в Читинской области (1950-е)[2]
- Колумбарий Московского крематория[2]
- Мотель с гостиницей на Минском шоссе[3]
- Жилые дома и общественные здания в Ташкенте[3]
- Проект 2-го этапа реконструкции Ждановского района Москвы[2]
- Гостиница на 1500 мест по Рязанскому проспекту[2]
- Посольство Республики Гайана в Москве[3]
- Здание вычислительного центра Министерства нефтехимпрома СССР на улице Щепкина[1][3]
- Комплекс зданий НПО «Энергия» в Выхине[2][3]
- Лабораторно-конструкторский корпус «ВНИИМЕТМАШ» на Рязанском проспекте[1][3]
- Дворец культуры 1-го шарикоподшипникового завода на улице Мельникова (1974, совместно с Ю. В. Ранинским и И. И. Юровой)[1][4]
- Дворец культуры АЗЛК «Москвич» на Волгоградском проспекте (1977, в составе авторского коллектива) — премия Совета Министров СССР[1][3]
- Стела работникам Люблинского литейно-механического завода, погибшим в годы Великой Отечественной войны (1970, совместно с Ю. В. Ранинским)[2][5]
- 139-й квартал Волгоградского района[2]
- 16-этажный жилой дом по улице Юных Ленинцев[1]
- Здание Борисовского отделения Госбанка СССР[1]